# Henri Brisson
Henri Brisson (Bourges, 31 de julio de 1835-París, 14 de abril de 1912) fue un político francés. Fue primer ministro de Francia entre 1885 y 1886, y nuevamente en 1898.

## Biografía
Nació en Bourges, Cher. Su padre, Louis-Adolphe Brisson, abogado en Bourges, fundó un partido republicano, como así también publicaciones antiimperialistas cerca del fin de la Restauración, fue presidente del comité antiplesbicitario de 1870, y fue elegido al consejo general de Cher, como candidato republicano. Henri decidió trasladarse a París para seguir la profesión de su padre como abogado. Siendo todavía estudiante toma contacto con profesores opositores al Imperio. Con 19 años participa en la fundación, en el Barrio Latino, del periódico republicano l'Avenir, el primer periódico republicano del barrio, de publicación semanal. La publicación fue cerrada, aunque sin embargo, continua escribiendo para distintos periódicos.
En 1856 comienza sus vinculaciones con la masonería, donde se convirtió uno de sus miembros más activos y descubre su talento como orador.
Siendo claro opositor durante los últimos días del imperio, fue designado vicealcalde de París luego de la caída del gobierno. Fue elegido a la Asamblea Nacional el 8 de febrero de 1871, como miembro de la extrema izquierda. Aunque no fue aprobado por la Comuna, fue el primero en proponer una amnistía para los condenados el 13 de septiembre de 1871, pero su proyecto no fue aprobado. Fue un ferviente impulsor de la educación primaria obligatoria, como firmemente anticlerical. Fue el presidente del ente legislativo,reemplazando a Léon Gambetta, de 1881 hacia marzo de 1885, cuando devino primer ministro tras la renuncia de Jules Ferry; pero renunció cuando, luego de las elecciones general de ese año, apenas obtuvo una mayoría que le apruebe la financiación del proyecto de expedición a Tonkín.
Se mantuvo, sin embargo, como un hombre conspicuo, habiendo sido una parte prominente en el escándalo de Panamá, y fue un potencial candidato a la presidencia tras el asesinato de Marie François Sadi Carnot en 1894, y nuevamente presidente de la Asamblea nacional de 1894 a 1898. En junio de ese último año formó un gabinete cuando el país se encontraba sacudido ante el caso Dreyfus; fue muy popular, pero una moción de censura acabó con su gobierno en octubre. Como líder de los radicales, fue impulsor de los ministros René Waldeck-Rousseau y Émile Combes, especialmente en lo concerniente a las leyes respecto de las órdenes religiosas y la separación Estado-Iglesia. En 1895 fue candidato a la presidencia, pero fue derrotado por Félix Faure. En mayo de 1906 fue elegido presidente de la Cámara de Diputados por 500 votos sobre 581.